# Oedothorax caporiaccoi
Oedothorax caporiaccoi là một loài nhện trong họ Linyphiidae.
Loài này thuộc chi Oedothorax. Oedothorax caporiaccoi được Carl Friedrich Roewer miêu tả năm 1942.